# Цифрове сортування
Цифрове сортування, також відомий як граф роду (не плутати з підрахунком роду), є алгоритм сортування, який підходить для сортування списків елементів, в яких кількість елементів (n) і число можливих значень ключа (N) приблизно ж вона вимагає O(n + N) часу.
Алгоритм працює наступним чином: 
1. Надається масив значень, які необхідно відсортувати, створити допоміжний масив спочатку порожній, один для кожного ключа через спектр вихідного масиву.
2. Проходимо вихідний масив, присвоюємо кожне значення в комірку, що відповідає її ключу, так що кожна комірка зрештою містить список всіх значень з цим ключем.
3. Ітерація над осередками масиву в порядку, і покласти елементи з непустих осередків назад у вихідний масив.

Наприклад, припустимо, що ми розбирали ці пари значень їх першого елемента: 
- (5, "hello")
- (3, "pie")
- (8, "apple")
- (5, "king")

Для кожного значення між 3 і 8 ми створюємо список, а потім перемістимо кожен елемент до його класу: 
- 3: (3, "pie")
- 4:
- 5: (5, "hello"), (5, "king")
- 6:
- 7:
- 8: (8, "apple")

Потім ми переберемо масив в порядку і перемістіть їх назад в початковий список. 
Різниця між осередками сортування і підрахунку роду є те, що при підрахунку роду, допоміжний масив не містить списки вхідних елементів, тільки має значення: 
- 3: 1
- 4: 0
- 5: 2
- 6: 0
- 7: 0
- 8: 1

Використовуючи цю інформацію ми можемо виконати ряд обмінів на вхід масив, який ставить його в порядку, переміщення елементів тільки один раз.
Для масивів, де N набагато більше, ніж n, ківш роду є узагальнення, що є ефективнішим у просторі та часі.